# Święty Szczepan (obraz Giotta di Bondone)
Święty Szczepan (wł. Santo Stefano) – średniowieczny obraz autorstwa Giotto di Bondone namalowany ok. 1330-1335 roku.
Dzieło znajduje się w zbiorach florenckiego Museo Horne.

## Historia
Biorąc pod uwagę rozmiary i formę dzieło było łączone z Madonną z Dzieciątkiem Giotta, znajdującą się w National Gallery of Art w Waszyngtonie oraz dwiema ikonami ze świętymi Janem Apostołem i Wawrzyńcem z Museo Jacquemart-André w Fontaine-Chaalis. Obrazy te, wraz z jednym utraconym, mogły tworzyć poliptyk. Rzuca się jednak w oczy różnica obramowania i przede wszystkim stylu między Świętym Szczepanem i obrazami z Chaalis. Ostatecznie badanie dotyczące użytego podkładu rozwiało przypuszczenia. Nie może być mowy o wspólnym pochodzeniu tych dzieł. Święty Szczepan powstał w ostatniej, najbardziej dojrzałej fazie twórczych dokonań Giotta, zaraz po namalowaniu cyklu w Cappella Bardi we florenckim Kościele Santa Croce. Freski w Capella Bardi powstały ok. 1325 roku.

## Opis
Święty diakon męczennik, którego publiczne wystąpienie i śmierć przez ukamienowanie w Dolinie Cedronu opisują Dzieje Apostolskie, przedstawiony został w uroczystej ozdobnej szacie diakońskiej. Szczepan trzyma ewangeliarz oprawiony w czerwone sukno. Malarz przedstawił półpostać świętego. By podkreślić przynależność Szczepana do stanu diakońskiego, zaznaczona została tonsura, zupełnie nieznana pierwszym chrześcijanom. Wokół głowy uwidoczniono aureolę. Święty spogląda w lewo. Czerwień ewangeliarza, która może być nawiązaniem do liturgicznego koloru męczeństwa, wydatnie kontrastuje z jasnymi tonacjami malunku. Atrybutami męczeństwa są też dwa jasne kamienie przy głowie św. Szczepana. Dominują odcienie jasnego złota, barwa świętości.